# Nacula
Nacula est une île située dans l'archipel Yasawa dans la Division occidentale des îles Fidji.